# Kapelle im Klinikum Memmingen

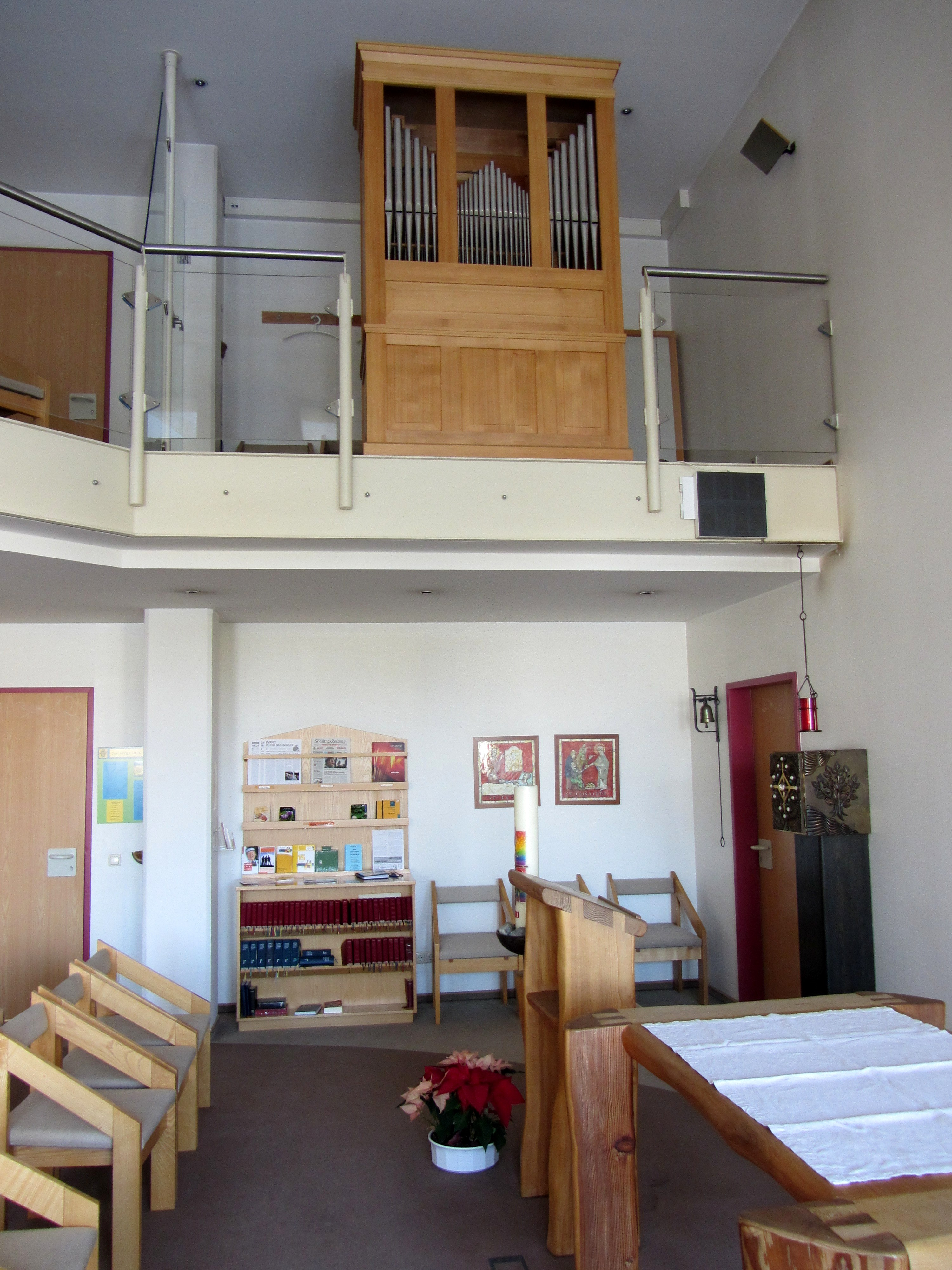
Kapelle im Klinikum Memmingen

Die Kapelle im Klinikum Memmingen ist ein Andachtsraum für alle Glaubensgemeinschaften im Klinikum Memmingen.
Die seelsorgerische Betreuung der Klinik liegt in den Händen eines evangelischen und eines katholischen Priesters. Zur seelischen Behandlung der Patienten befindet sich eine Kapelle im zweiten Stock des Klinikums. Der eigentliche Sakralraum ist ungefähr 10 Meter lang, 9 Meter breit und 6 Meter hoch. Der Sakralraum ist vierzigfach bestuhlt. Gegen Süden befindet sich eine Seite mit 16 Fenstern.
Vier der Glasfenster sind künstlerisch gestaltet. Auf gelbem Glas steht in schwarzen Buchstaben:
- Ich bin die Magd des Herrn, Lk 1,38
- Ich war tot
- Doch siehe
- Ich lebe

In der Kapelle ist ein Volksaltar, Ambo und Sedilien. An der südöstlichen Seite hängt ein Kruzifix. Davor ist eine lebensgroße Marienstatue mit dem Jesuskind. Auf der mittig eingezogenen 2,5 Meter breiten Empore mit gläserner Brüstung befinden sich Stühle und auf der nördlichen Seite eine Orgel. Durch eine östliche Tür kann man in einen anderen Raum gelangen, der als Sakristei genutzt wird.